# Torre de las Palomas
La Torre de las Palomas (también conocida como Punta de la Cueva de las Palomas o actualmente Torre de la Araña) es una antigua torre de vigilancia costera, una construcción militar de Málaga que data del siglo XVI. Está situada en las afueras de la capital malagueña, cerca del barrio de El Palo y dentro de la zona denominada La Araña. Es un ejemplo claro de torre de vigilancia costera de la época, sistema defensivo construido en su mayoría para evitar ataques sorpresas realizados por piratas berberiscos.

## Características
Se encuentra en el conocido como cabo de Punta Palomas, situado junto a la Carretera Nacional Cádiz-Barcelona (km 254) y sobre una terraza de calizas blancas, muy cercana al mar Mediterráneo.
La torre se edificó en mampostería de piedra bermeja en forma troncocónica. El paramento exterior está realizado en mampostería de roca caliza de la zona, tomado con mortero de cal y revocado con el mismo materia. Tiene una base circular de 7,20 metros de diámetro y 20,30 de perímetro. Su alzado es de 10,80 metros. La estructura se cubre con una bóveda esférica de ladrillo y se corona con una azotea.
Interiormente cuenta con escalera y cámara o estancia, además del matacán exterior de forma prismática. En su interior podían caber entre cuatro y cinco personas a cargo de uno o dos cañones. Aunque no se sabe con seguridad que fuese algo constante en todas ellas, sí se han encontrado ornamentos variados en algunas de estas torres.
Su estado de conservación es notable. El único inconveniente para su conservación son los actos de vandalismo consistentes en numerosos grafitis realizados en su fachada. A su importancia se le añade estar situada cerca de los yacimientos arqueológicos de La Araña, algo que suele ser común en este tipo de edificaciones.